# Talsperre Jamestown
Die Talsperre Jamestown (englisch Jamestown Dam) befindet sich im Stutsman County im US-Bundesstaat North Dakota. Sie staut den James River zum Stausee Jamestown (englisch Jamestown Reservoir) auf. Die Stadt Jamestown befindet sich unmittelbar flussabwärts der Talsperre.
Der Staudamm wurde durch das United States Bureau of Reclamation errichtet. Mit dem Bau des Staudamms wurde im April 1952 begonnen; er wurde im September 1953 fertiggestellt. Der Staudamm dient dem Hochwasserschutz.

## Absperrbauwerk
Das Absperrbauwerk ist ein Erdschüttdamm mit einer Höhe von ungefähr 26 m (85 ft) über dem Flussbett und 33,5 m (110 ft) über der Gründungssohle. Die Länge der Dammkrone beträgt 432 m (1418 ft). Die maximale Breite des Damms liegt bei 222 m (730 ft). Das Volumen des Staudamms beträgt 736.266 m³ (963.000 cubic yards).

## Stausee
Beim normalen Stauziel erstreckt sich der Stausee über eine Fläche von rund 8,48 km² (2095 acres). Er fasst bei diesem Stauziel 37 Mio. m³ (30.000 acre-feet) Wasser. Bei Hochwasser kann der Stausee maximal 283,7 Mio. m³ (230.000 acre-feet) fassen; seine Fläche beträgt dann rund 53,62 km² (13.250 acres).